# Богатиренко Павла Захарівна
Павла Захарівна Богатиренко (нар. 18 вересня 1907, Чернігів, Російська імперія — пом. 14 травня 1979, Москва) — радянська українська драматична актриса.

## Біографія
Павла Богатиренко народилася в місті Чернігів 18 вересня 1907 року.
У 1930 році закінчила драматичне відділення ЦеТеТІС. 1 вересня 1932 року вона була прийнята до Малого театру і прослужила в ньому до 1 червня 1965 року.
У 1960 році розпочала педагогічну діяльність у Театральному училищі імені М. С. Щепкіна і до 1976 року викладала майстерність актора.
Чоловік: артист Малого театру Володимир Владиславський.
Померла 14 травня 1979 року. Подружжя поховані разом на Новодівичому кладовищі Москви.
Зі спогадів учнів:
Василь Бочкарьов: «Вона ніколи не вимагала відразу результатів. Вона ростила в студентах любов до аналізу і розуміння автора. … Вона не ставила як режисер, а працювала зі студентами як педагог-садівник, розкриваючи органічність, індивідуальність студентів і прищеплюючи їм любов до розбору своїх ролей. Вона прищеплювала любов до створення партитури ролі і прищеплювала прагнення до розкриття задуму автора. На жаль, багато чого було втрачено. Ми поспішали відразу грати, нам хотілося активного прояву своїх можливостей. А Павла Захарівна гальмувала, зупиняла наш порив, закликаючи до пошуку точної дії, до аналізу кожного шматка ролі — для чого ти вийшов на сцену, що ти хочеш, як хочеш, через що йдеш до мети свого персонажа тощо»
Лариса Гребенщикова: «Щасливий той, кому на початку творчого шляху зустрінеться така особистість. Ми щасливчики. Акторської майстерності нас вчила сама Павла Захарівна Богатиренко».

## Нагороди
- орден «Знак Пошани» (26.10.1949)

## Ролі на сцені Малого театру
- 1933 — «Вороги» М. Горького. Режисер: К. П. Хохлов — Надя
- 1934 — «В чужому бенкеті похмілля» за п'єсами  Олександра Островського. Композиція та постановка М. С. Нарокова — Єлизавета Іванівна
- 1936 — «Слава» В. М. Гусева, постановка К. П. Хохлова — Олена Медведєва
- 1937 — «Кам'яний гість» О. С. Пушкіна — Лаура
- 1939 — «Вовк» Л. М. Леонова. Режисер: І. Я. Судаков — Настя Рощина
- 1941 — «Варвари» М. Горького. Режисери: К. О. Зубова та І. Я. Судакова — Катя (в 1953 році спектакль був записаний на кіноплівку — «Варвари. Сцени в повітовому місті», кіностудія ім. Горького
- 1944 — «Інженер Сергеєв» Вс. Меркулова — Ніна
- 1948 — «Минулі роки» М. Ф. Погодіна. Режисер: К. О. Зубов — Вірочка
- 1950 — (2-га редакція) — «Голос Америки» Б. А. Лавреньова. Режисер: В. Ф. Дудіна — Саллі
- 1951 — «Євгенія Гранде» за О. Бальзаком, постановка К. О. Зубова, Режисер: Є. П. Веліхов — Євгенія (введення)
- 1952 — «Інакше жити не можна» А. В. Софронова, постановка В. І. Циганкова та М. М. Гладкова — Ельфріда
- 1954 — «Коли ламаються списи» М. Ф. Погодіна, постановка Л. А. Волкова — Чирська (введення)
- 1954 — «Коли ламаються списи» М. Ф. Погодіна — Раїса Мартиновна (введення)
- 1956 — «Вихованка» О. М. Островського. Режисери: В. І. Циганков та М. М. Гладков — Василіса Перегринівна (2-й склад)
- 1956 — «Крила» О. Є. Корнійчука. Режисери: К. О. Зубов та В. І. Циганков — колгоспниця
- 1956 — «Порт-Артур» О. М. Степанова та І. Ф. Попова. Режисери: К. О. Зубов та П. О. Марков — гостя на балу у Стессель (введення)
- 1956 — «Живий труп» Л. М. Толстого. Режисер: Л. А. Волков — глядачка в суді (введення)
- 1956 — «Нічний переполох» М.-Ж.Соважона. Режисер: В. В. Кенігсон — Сільвія Совен
- 1958 — «Пігмаліон» Б. Шоу — М-с Пірс (введення)
- 1959 — «Віяло леді Віндермієр» О. Вайлда. Режисер: В. Г. Коміссаржевський — Леді Плімдейл
- 1959 — «Картковий будиночок» О. М. Стукалова. Режисер: Д. А. Вурос — Мати
- 1960 — «Нерівний бій» В. С. Розова. Режисер: Д. А. Вурос — Тамара Тимофіївна Заваріна (введення)
- 1960 — «Любов Ярова» К. А. Треньова. Режисери: І. В. Ільїнський та В. І. Циганков — робітниця
- 1962 — «Маскарад» М. Ю. Лермонтова. Режисер: Л. В. Варпаховський — тітка
- 1963 — «Лихо з розуму» О. С. Грибоєдова. Режисер: Є. Р. Симонов — Графиня-бабуся (введення)
- 1963 — «Ярмарок марнославства» В .Текерея. Режисери: І. В. Ільїнський та В. І. Циганков — Брігс (введення)
- 1964 — «Людина з Стратфорда» С. Й. Альошина. Режисер: Л. О. Заславський — Бетсі